# Mende (Lozère)
Mende is een stad en gemeente in Frankrijk. Het is de hoofdstad (préfecture) van het Franse departement Lozère. De gemeente telde 12.322 inwoners op 1 januari 2022.

## Geschiedenis

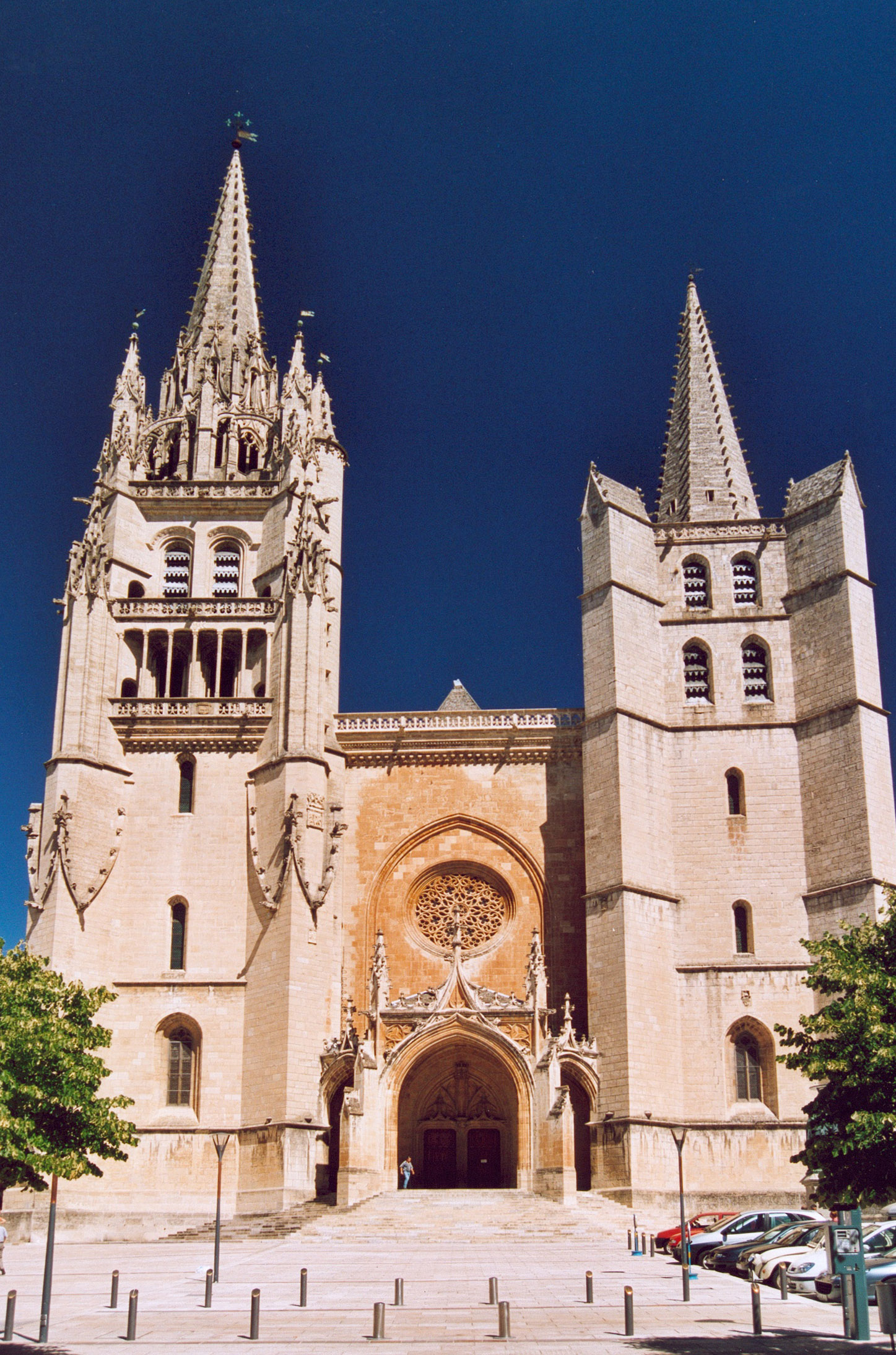
Kathedraal Saint-Privat

Van het gebied waar nu Mende ligt is bekend dat het tijdens de bronstijd en de Romeinse tijd al bewoond was.

### Middeleeuwen
De stad Mende ontstond in de middeleeuwen bij het graf van de heilige Privatus, dat een bedevaartsoord was. Sinds de negende eeuw is Mende een bisschopszetel. Bisschop Aldebert III du Tournel bracht in 1161 leenhulde aan koning Lodewijk VII van Frankrijk en kreeg in ruil de wereldlijke macht over de stad. Hij liet een stadsmuur rond Mende bouwen. Tussen 1229 en 1306 was er een kleine Joodse gemeenschap in Mende, tot de Joden door koning Filips IV van Frankrijk werden uitgedreven. In 1307 verdeelden de koning en de bisschop de macht over Gévaudan waarbij de bisschop graaf van Gévaudan werd en prins van Mende. Na de Honderdjarige Oorlog werden de stadsmuren versterkt.

### Vroegmoderne tijd
In december 1579, ten tijde van de godsdienstoorlogen, werd Mende veroverd door de hugenoten onder leiding van kapitein Mathieu Merle. Enkele maanden later poogden de katholieken de stad terug te veroveren, maar dat mislukte. Vervolgens werd de stad door een andere protestantse leider ingenomen. Merle heroverde de stad en werd tot gouverneur benoemd. Hij liet katholieke geestelijken ombrengen en de kathedraal verwoesten. Pas nadat de Staten van Gévaudan hem in juli 1581 een losgeld van 6.500 ecu hadden betaald en honderd muilezels hadden geleverd waarmee hij zijn buit kon afvoeren, vertrok Merle uit de stad. Mende bleef in tegenstelling tot de rest van Gévaudan in meerderheid katholiek.
In 1721 werd de stad getroffen door de pest. In de loop van de 18e eeuw werd de stadsmuur grotendeels afgebroken.

### Moderne tijd
Vanaf de Franse Revolutie is Mende de hoofdstad van de Lozère. In de 19e eeuw had de stad een bloeiende textielindustrie. Al in 1888 werd de stad verlicht met elektriciteit. Maar al aan het einde van de 19e eeuw verloor de textielindustrie aan belang om te verdwijnen in de loop van de 20e eeuw.
In 1938 werd door de Franse regering het Camp de Rieucros geopend, een interneringskamp voor ongewenste buitenlanders. Vanaf oktober 1939 werd het een interneringskamp voor vrouwen: Spaansen, Duitsen op de vlucht voor het nazisme, Joodsen. Er werden ook Françaises opgesloten, vrouwen met communistische of anarchistische sympathieën en ook vrouwen "van lichte zeden". De levensomstandigheden in het kamp, dat gesloten werd begin 1942, waren erg slecht.

## Bezienswaardigheden
- Kathedraal Saint-Privat. De kathedraal werd gebouwd in de 14e eeuw onder paus Urbanus V. Tijdens de godsdienstoorlogen werd de kathedraal deels verwoest. In de 17e eeuw werd het gebouw gerestaureerd. Ooit bezat de kathedraal de grootste klok van de christelijke wereld, de Non Pareille ('zonder gelijke'). Ook de klok ging verloren in 1579, maar de meer dan 2 meter hoge klepel is bewaard gebleven en bevindt zich tegenwoordig in de kerk. Het interieur omvat verder onder andere een koorgestoelte uit de 17e eeuw en enkele wandtapijten uit Aubusson.
- Pont Notre-Dame. Dit is een zeer smalle brug over de Lot uit de 13e eeuw.
- Tour des Pénitents, een toren die aanvankelijk deel uitmaakte van de stadsomwalling en daarna de toren van een kloosterkapel werd.[5]
- Musée Ignon-Fabre. Dit museum heeft een collectie met betrekking tot de geschiedenis van de Lozère.
- Oude binnenstad.

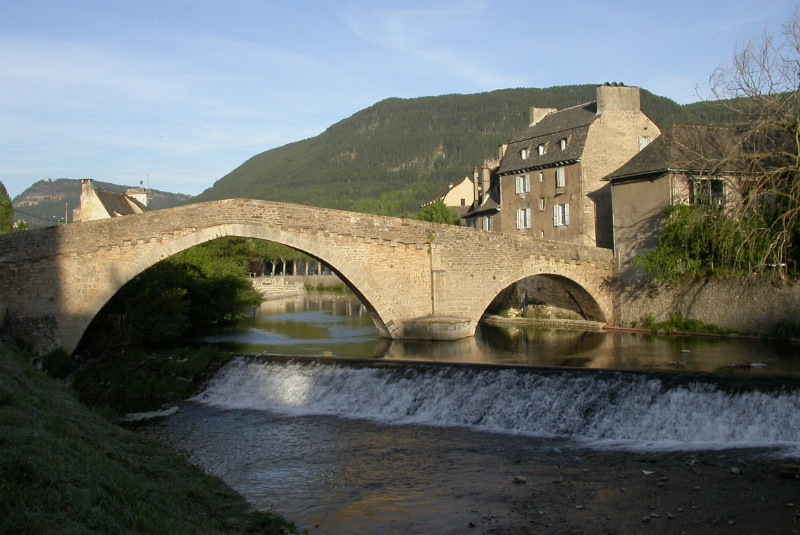
Pont Notre-Dame
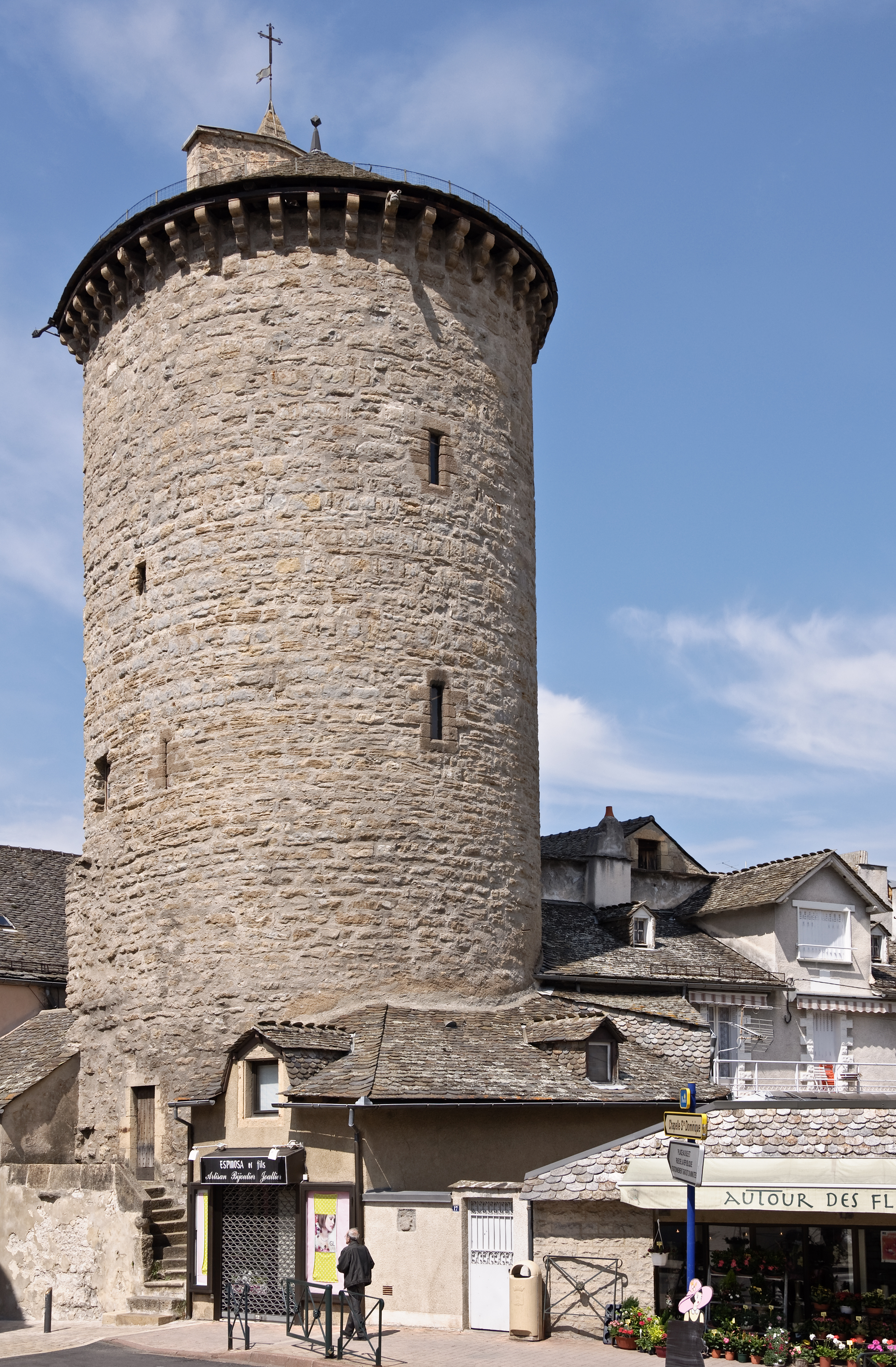
Tour des Pénitents
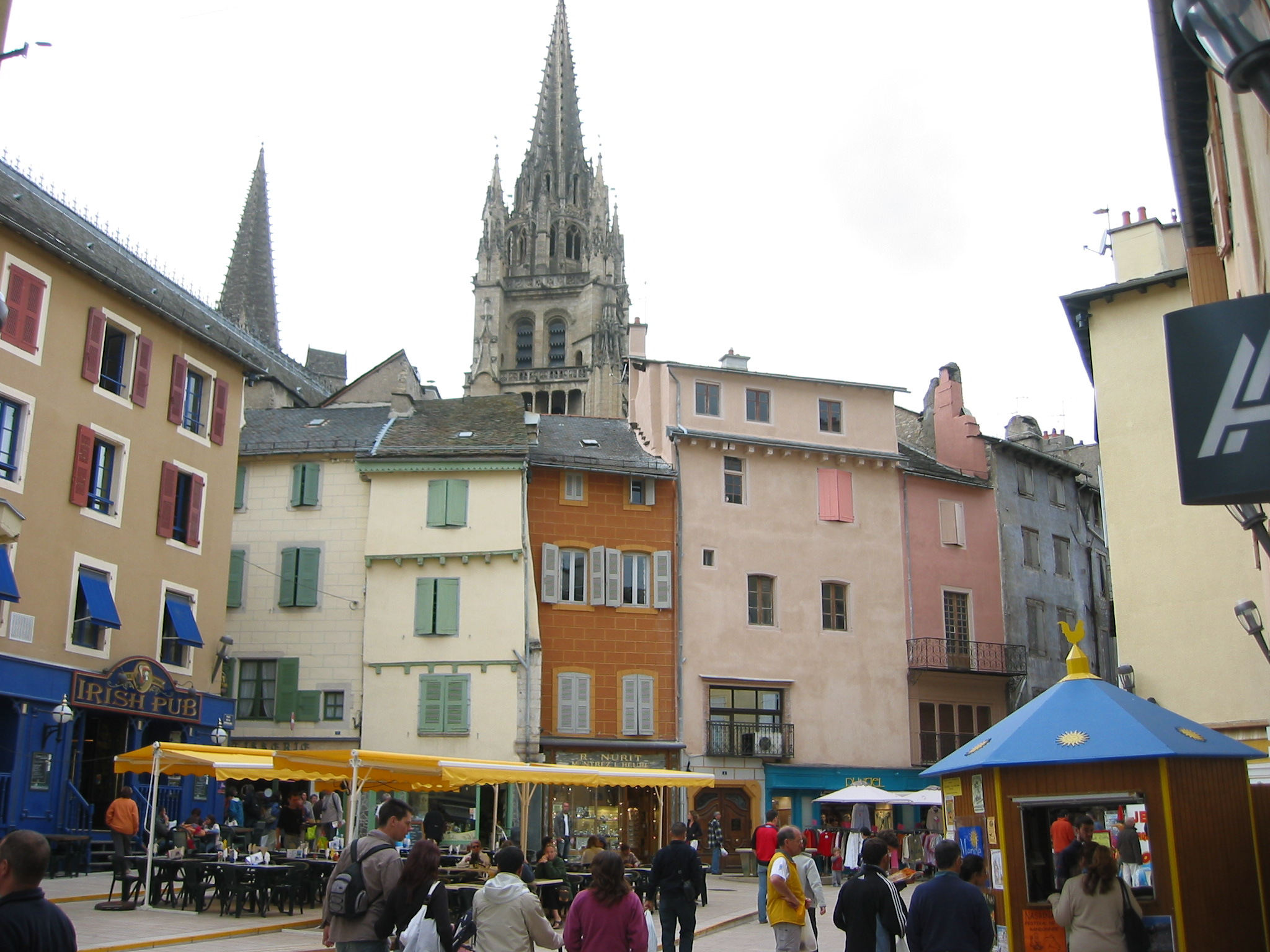
Place de la République
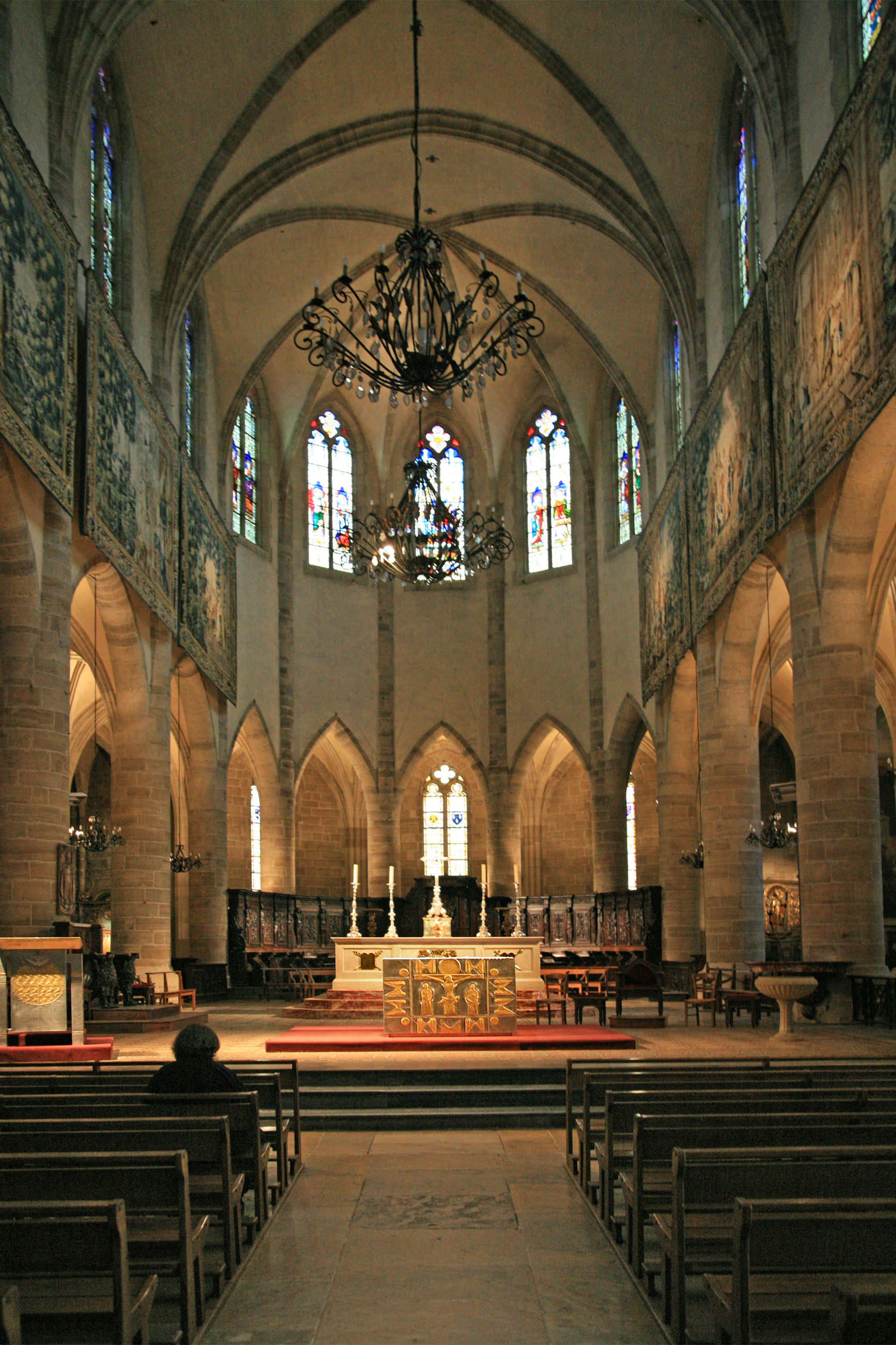
Interieur van de kathedraal
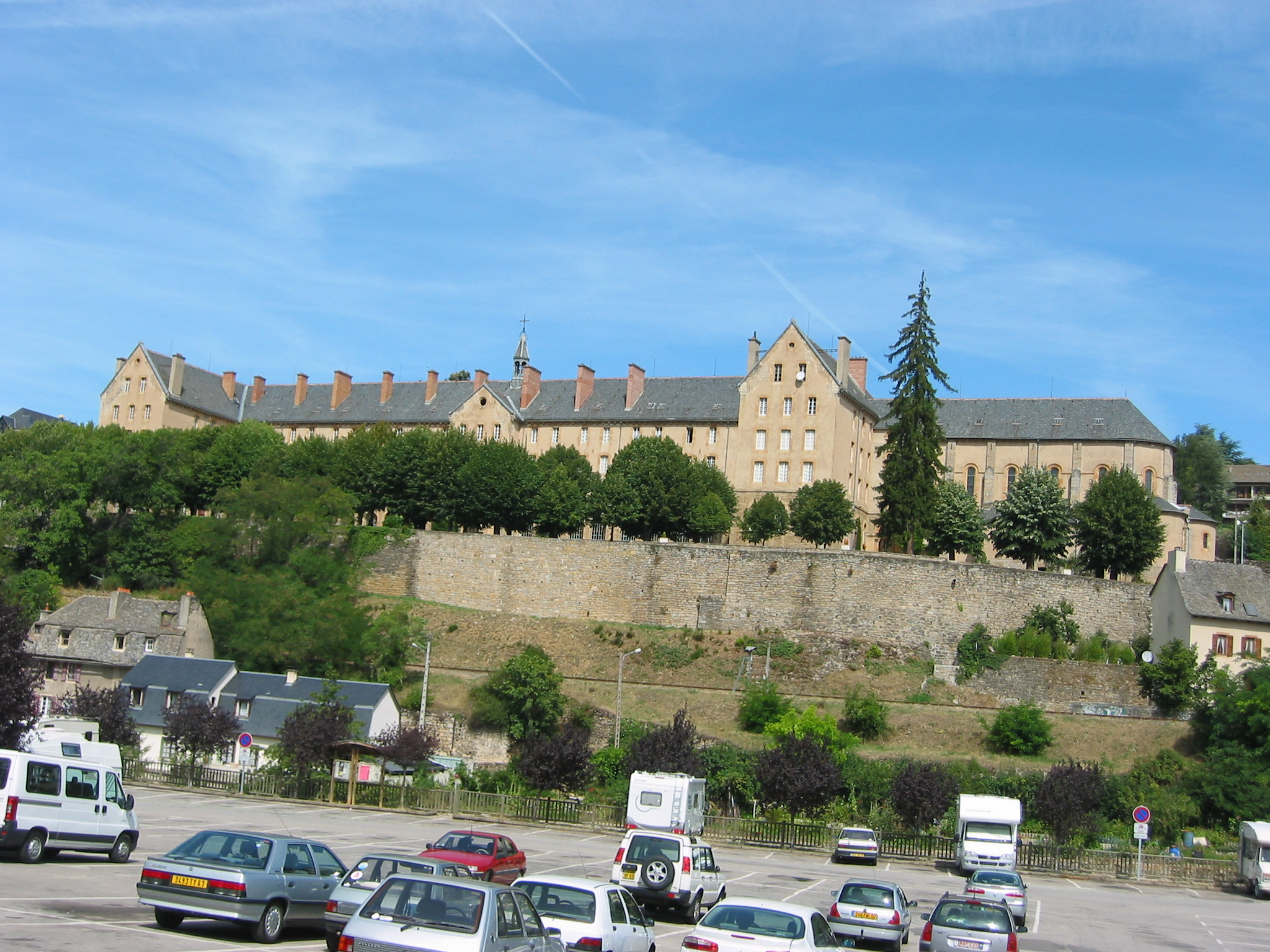
Grootseminarie
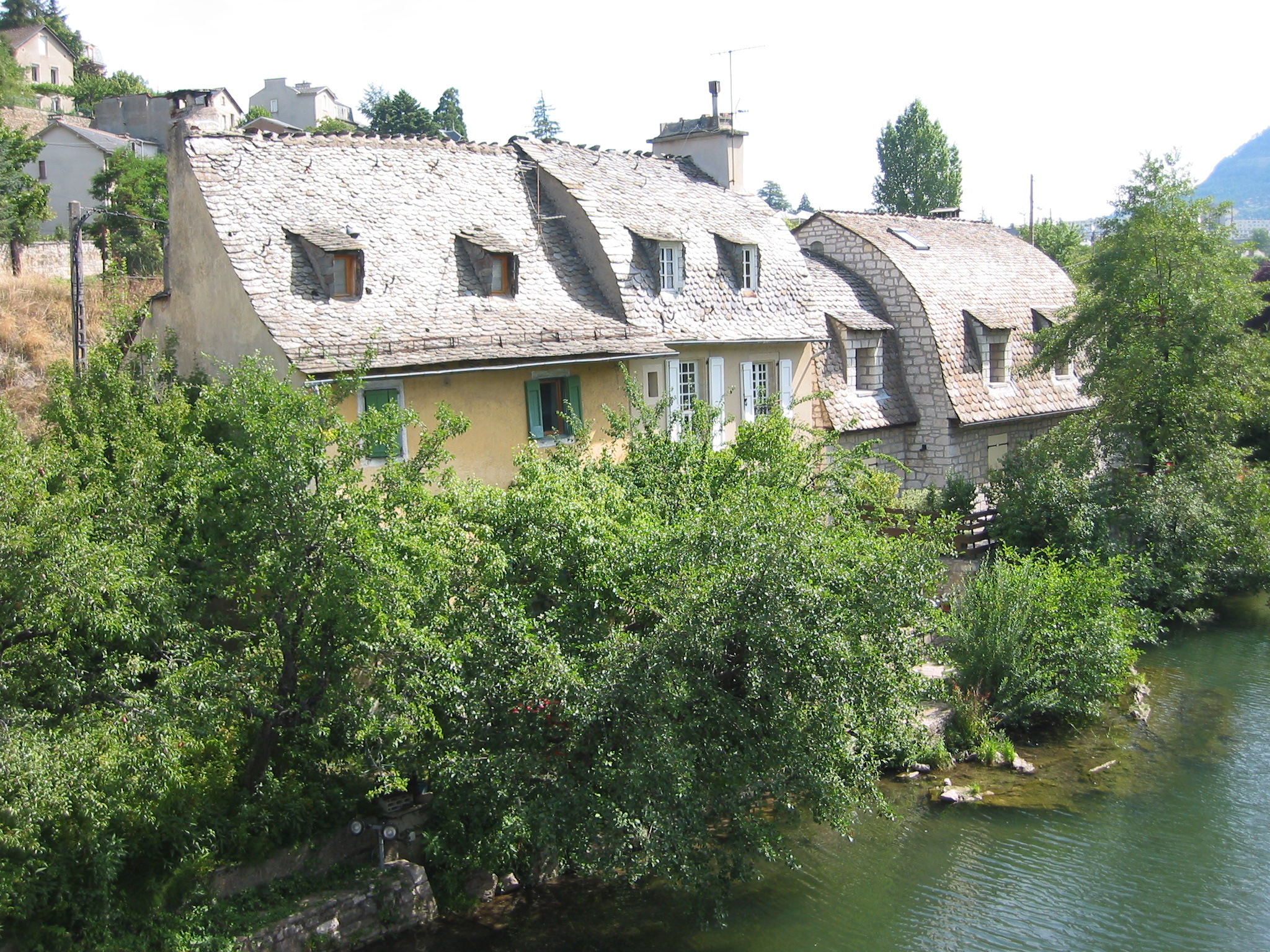
De Lot

## Geografie
Mende ligt in een heuvelachtig landschap aan de rivier de Lot. De stad ligt 28 km ten oosten van Marvejols en 40 km ten noorden van Florac.
De oppervlakte van Mende bedroeg op 1 januari 2022 36,56 vierkante kilometer; de bevolkingsdichtheid was toen 337 inwoners per km².
De onderstaande kaart toont de ligging van Mende met de belangrijkste infrastructuur en aangrenzende gemeenten.

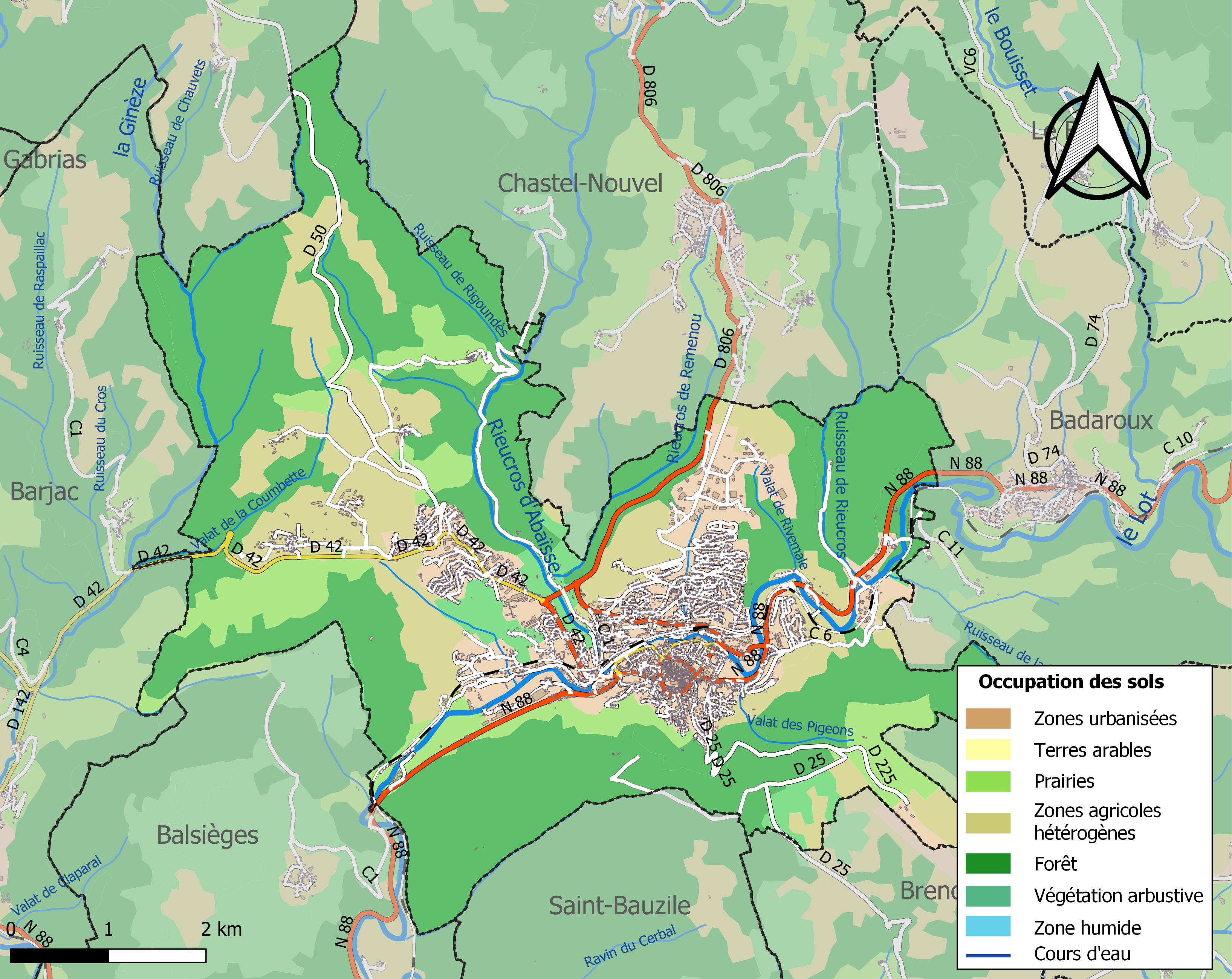

## Demografie
Onderstaande figuur toont het verloop van het inwonertal (bron: INSEE-tellingen).

## Verkeer en vervoer
In de gemeente ligt spoorwegstation Mende.

## Economie
In Mende bevinden zich hout- en juwelenindustrie. Daarnaast is het een bestuurlijk centrum, vanwege de vele overheidsdiensten. Ook het toerisme is een belangrijke bron van inkomsten.

## Sport
Mende is vijf keer etappeplaats geweest in de wielerkoers Ronde van Frankrijk. Daarbij lag de finish niet in het centrum van de Mende, maar aan het einde van een lastige beklimming van de Côte de la Croix-Neuve naar het vliegveld van Mende. Deze beklimming wordt ook wel de Montée Laurent Jalabert genoemd.
De ritwinnaars in Mende zijn:
- 1995: Laurent Jalabert
- 2005: Marcos Serrano
- 2010: Joaquim Rodríguez
- 2015: Steve Cummings
- 2018: Omar Fraile
- 2022: Michael Matthews

## Geboren
- Christophe Laurent (1977), wielrenner